# Frullania asagrayana
Frullania asagrayana là một loài Rêu trong họ Jubulaceae. Loài này được Mont. mô tả khoa học đầu tiên năm 1842.